# دونالد براينت
دونالد براينت (بالإنجليزية: Alick Bryant)‏ هو عسكري أسترالي، ولد في 7 أبريل 1903 في Ashfield, New South Wales ‏ في أستراليا، وتوفي في 14 نوفمبر 1985 في Narrabeen ‏ في أستراليا.